# 오토모씨 (무가)
오토모 씨(일본어: 大友氏 오토모시[*])는 가마쿠라 시대에서 센고쿠 시대에 걸쳐 규슈의 분고국(오늘날의 오이타현)을 본거지로 한 씨족이다. 분고, 지쿠고 등 기타규슈를 지배한 슈고 다이묘로서 센고쿠 시대에는 센고쿠 다이묘로 성장, 최성기에는 분고와 치쿠고를 넘어 부젠, 히젠, 히고, 지쿠젠 6개 율령국을 집어삼키고 휴가, 이요 2개국도 절반씩 차지했으나, 도요토미 정권 때 개역당했다.

## 개요

### 출자
후지와라씨(藤原氏)
초대 당주인 오토모 요시타다(大友能直)는 사가미 국(相模国) 아이코 군(愛甲郡) 고쇼 향사(古庄郷司)였던 곤도 요시나리(近藤能成, 고쇼 요시나리古庄能成라고도)의 아들로 태어났다. 아버지 요시나리는 후지와라노 히데사토(藤原秀郷)의 아들 후지와라노 지쓰네(藤原千常)의 6대 후손인 곤도 가게요리(近藤景頼)의 아들이라는 계도가 있는데, 후지와라노 도시히토(藤原利仁)의 9대 후손인 곤도 사네나리(近藤貞成)의 아들이라는 설도 있다.
- 히데사토류(秀郷流)설

후지와라노 우오나(藤原魚名) …… 히데사토 ━ 지쓰네 ━ 후미노부(文脩) ━ 후미유키(文行) ━ 곤도 노부유키(近藤脩行) ━ 유키카게(行景) ━ 가게치카(景親) ━ 가게요리(景頼) ━ 요시나리(能成) ━ 오토모 요시타다(大友能直)
- 도시히토류(利仁流)설

후지와라노 우오나 …… 도시히토 ━ 노부모치(叙用) ━ 요시노부(吉信) ━ 고레히로(伊博) ━ 기미노리(公則) ━ 노리쓰네(則経) ━ 노리아키라(則明) ━ 고레미네(惟峯) ━ 고레시게(惟重) ━ 곤도 사네나리(近藤貞成) ━ 요시나리 ━ 오토모 요시타다

#### 나카하라씨(中原氏, 요리토모의 숨겨진 후손이라는 전설)
미코노스케류(御子左流)설
후지와라노 사네타테(藤原真楯) …… 미치나가(道長) ━ 나가이에(長家) ━ 다다이에(忠家) ━ 도시타다(俊忠) ━（?）━ 미쓰요시(光能) ━（?）━ 나카하라노 지카요시(中原親能)
요시타다는 어렸을 때에는 고쇼 요시타다(古庄能直)라는 이름으로 불렸고, 이어 아버지의 이름자에서 곤도 요시타다(近藤能直)라는 이름을 사용하였으며, 그 뒤 백모사위로 미나모토노 요리토모(源頼朝)의 측근이었던 나카하라노 지카요시(中原親能)의 유자(猶子)가 되어 나카하라노 요시타다(中原能直)라는 이름을 사용하였다는 설이 유력하다. 또한 가몬(家紋)도 나카하라 일족을 상징하는 은행나무잎 문장이었던 데에서 요시타다 스스로는 나카하라 씨라고 자인하고 있었다고 여겨진다(나카하라 일족으로는 셋쓰 씨摂津氏 등 막부의 요직에 취임한 자들이 많았다). 묘지(苗字)에 대해서는 이곳저곳을 돌아다녔지만 어머니 도네노 쓰보네(利根局)쪽의 친정인 하타노 쓰네이에(波多野経家)가 사가미 국(相模国) 아시가라카미 군(足柄上郡) 오토모 장(大友荘), 현대 일본 가나가와 현(神奈川県) 오다와라 시(小田原市) 니시오토모(西大友) ・ 히가시오토모(東大友) 부근을 지배하고 있었던 것에서 오토모 요시타다라고 칭하였다.
요시타다의 외가인 하타노 씨는 겐지(源氏)의 게닌(家人)으로써 유력한 사가미 호족이었는데, 미나모토노 요리토모의 아버지 요시토모(義朝)는 하타노 씨의 딸과의 사이에서 아들 도모나가(源朝長, 요리토모의 손윗형)를 얻기도 하였다.
향사였던 곤도 씨라는 무명에 가까웠던 일족의 자손이 요시타다 이후로 흥륭하였던 것은 외가인 하타노 씨와 겐지 사이의 깊은 관계에 있었으며, 또한 초대 오토모 요시타다가 미나모토노 요리토모의 총애를 받고 있었던 데에 있는데, 그것은 어머니가 미나모토노 요리토모의 첩이기도 했던 점이나(요시타다는 요리토모의 숨겨진 후손이었다는 설도 있다), 또한 무엇보다도 미나모토노 요리토모의 신임이 몹시 두터웠던 나카하라노 지카요시(中原親能)의 유자가 되었던(가몬인 은행나무 잎 문장은 나카하라 일족이라는 것을 보여준다) 점에 의지한 부분이 매우 크다고 할 수 있다. 또한 고안(弘安) 9년(1286년)에 작성된, 가겐(嘉元) 2년(1304년)에 필사되었다고 전해지는 오토모 씨 계도(大友氏系図)의 가장 오래된 형태로 전하는 노쓰 본(野津本) 「오토모 계도」(大友系図에서는 히데사토류라는 설만이 기재되어 있고, 도시히토류라는 설이나 미나모토노 요리토모의 숨겨진 후손이라는 설에 관해서는 전혀 기술되어 있지 않다. 이에 대해 근년의 『간세이 중수제가보』(寛政重修諸家譜)는 미나모토노 요리토모의 숨겨진 후손이라는 설을 채용하였다.
또한 거의 무명의 일족이었으면서도 미나모토노 요리토모에 의해 발탁되어 그 뒤 일족의 흥륭에 기여하였다는 점에서, 같은 슈고로써 규슈에서 번영을 누렸던 시마즈씨(島津氏), 쇼니씨(少弐氏)와도 공통되는데, 이 가마쿠라 시대(鎌倉時代)에 규슈에서 발흥하였던 세 유력 고케닌(御家人)들을 규슈 산닌슈(九州三人衆)라고 부른다.

#### 돌림자
주요 돌림자는 ｢지카｣(親)로, 적류(嫡流)인 슈고 가(守護家)뿐만 아니라 오토모 가의 지류(支流) 가문들도 이 돌림자를 많이 사용하였다. 적류 가문에는 무로마치 시대(室町時代)에 들어 대대로 아시카가 쇼군 가로부터 이름자 한 자를 수여받게 되었는데, 센고쿠 시대(戦国時代)의 역대 당주들이 쇼군가의 돌림자인 「요시」(義)를 하사받게 되고 이것이 실질적인 돌림자로 자리잡았으며, 에도 시대(江戸時代) 이후에도 계속해서 ｢요시｣를 돌림자로 사용하게 되었다.

### 가마쿠라 시대
초대 당주 오토모 요시타다의 시대에 오토모 집안은 분고(豊後)·지쿠고(筑後)의 슈고(守護)직과 진제이부교(鎮西奉行)직에 보임되었다. 그러나 요시타다와 제2대 당주 지카히데(親秀)의 시대에는 그들이 분고에 내려왔다는 기록이 남아있지 않다. 규슈로 내려온 것은 요시타다의 재신(宰臣)인 고쇼 시게요시(古庄重吉, 古庄重能)라고 한다. 다만 일본 오이타현(大分県) 분고오노시(豊後大野市) 오노 정(大野町) 후지후쿠(藤北)에 요시타다의 것으로 전하는 묘가 있다. 오토모 씨가 분고 슈고에 보임되었던 것은 당시 쇼니 씨나 오토모 씨의 경우와 같이 원래는 헤이케(平家)의 기반으로 헤이케의 게닌이었던 무가(武家) 대부분이 규슈에 있었으며, 미나모토노 요리토모의 도고쿠 고케닌에 의해 그들을 억제시키는 역할을 맡은 것이었다.
제3대 당주 요리야스(頼泰)의 대에 분고로 내려왔다. 분에이의 역(文永の役), 제1차 몽골 침공 직전의 일로 이국경고(異国警固)를 위한 것이었는데, 또한 오토모 씨의 흥륭은 초대 요시타다의 미나모토노 요리토모와의 개인적인 관계에 기초를 두고 있었으므로 겐지가 멸망한 뒤 호조씨(北条氏)의 싯켄 체제하의 도고쿠에서는 미묘한 위치에 놓여 있었기도 하였다. 요리야스는 몽골 침공에 맞서 싸워 무공을 세우는 등 활약하였으며, 오토모 씨 흥륭의 기초를 쌓아 올린다. 이후 오토모 씨는 분가와 함께 분고에 정착하였고, 일족의 서자를 재지족의 양자로 삼아 소유 영지를 수탈하면서 세력을 확대해나갔다.
지카토키(親時)의 서자에서 뉴다씨(入田氏)·노쓰씨(野津氏)가 일어났고, 사다치카(貞親)로부터 마쓰노씨(松野氏), 사다무네(貞宗)로부터 다치바나씨(立花氏)가 일어났다.

### 난보쿠초 무로마치 시대
겐코(元弘) 3년(1333년) 고다이고 천황(後醍醐天皇)의 토막(討幕) 운동으로 겐코의 난(元弘の乱)이 일어나고, 규슈에서는 제6대 당주 사다무네(貞宗) 등이 쇼니 사다쓰네(少弐貞経) 등과 함께 진제이 단다이(鎮西探題) 호조 히데토키(北条英時)를 멸망시키는 공적을 세웠다. 가마쿠라 막부 멸망 뒤 고다이고 천황에 의한 겐무 신정(建武の新政)이 시작되었는데, 고다이고 천황의 신정에서 아시카가 다카우지(足利尊氏)가 이반하고, 다카우지는 셋쓰(摂津) 지역에서의 전투에서 패하고 규슈로 도망쳐 왔다. 다카우지를 맞이한 것은 쇼니 씨였고, 다타라하마 전투(多々良浜の戦い)에서 조정측인 기쿠치씨(菊池氏)에 승리하였는데, 오토모 씨도 아시카가측에 가담하였다. 아시카가 씨는 규슈 통치를 위해 잇시키 노리우지(一色範氏)를 규슈 단다이(九州探題)로써 남겨두고 상경하였고, 교토를 점령하고 무가 정권을 성립시키게 된다.
한편 규슈에서는 남조 세력이 강대화되어 갔기 때문에 제9대 당주 오토모 우지쓰구(大友氏継)는 가문의 존속을 위해 남조에 가담하려 하면서, 가독을 동생인 오토모 지카요(大友親世)에게 넘겨주어 제10대 당주로 삼고, 북조측에 아군으로 가담하도록 하였다. 이로 해서 오토모 집안은 우지쓰구 계열과 지카요 계열로 분열되었다.
오토모 씨는 당초에는 규슈 단다이와는 일정한 거리를 두고 있었는데, 남북조 시대에는 오안(応安) 3년(1370년)에 규슈에 있어서 남조 세력의 가네요시 친왕(懐良親王)의 정서부(征西府)를 토벌하기 위해 무로마치 막부가 이마가와 사다요(今川貞世, 이마가와 료슌)을 파견하고, 지카요는 사다요에게 접근하여 자신의 소유 영지를 확대하였고, 규슈가 평정되고 오우치 요시히로(大内義弘)와 함께 참언을 행하여 이마가와 사다요를 실각시켰다. 오우치 씨(大内氏)는 오에이의 난(応永の乱)을 일으켰다가 일시 몰락하였으나 무로마치 시대(室町時代)에서 센고쿠 시대(戦国時代)까지 오토모, 오우치, 쇼니 가문의 서로간 항쟁은 계속 되게 된다.
에이쿄(永享) 3년(1431년)에 제12대 당주 모치타다(持直)는 오우치 모리미(大内盛見)를 쳐서 규슈의 권익을 확보하였다. 그러나 오우치 모리미의 반격, 나아가 지카타다와 적대하고 있던 지카쓰나(親綱)가 모치요에게 가담하여 그에게 반항하였기 때문에, 오토모 가의 내분은 깊어지게 된다.
이 무렵 오토모 가의 소료(惣領)의 자리는 우지쓰구 계열과 지카요 계열이 교대로 맡고 있었다. 오토모 지카쓰나(大友親綱)는 교토(京都)의 쇼군 아시카가 요시노리(足利義教)로부터 히고(肥後)로부터 불려져 가서 오토모 당주로 임명되었다.
이 내분은 분안(文安) 원년(1444년)에 지카요 계열의 지카타다(親隆)의 딸을 시집보내고, 그 딸이 낳은 아들을 차기 당주로 삼는다는 조건으로 우지쓰구 계열의 지카시게(親繁)가 제15대 당주가 되면서 수습되었다.
그러나 지카시게 사후 제16대 당주 마사치카(政親)와 제17대 당주 요시스케(義右)가 대립하면서 다시금 내분이 일어났고, 일시적으로 오토모 집안은 쇠퇴하였다. 메이오(明応) 5년(1496년) 5월에는 오토모 마사치카(大友政親)가 자신의 친아들인 오토모 요시스케를 독살하고 6월에는 마사치카가 오우치 요시오키(大内義興)에게 내몰려 자결하게 되면서 오토모 씨는 멸망의 위기에 서게 된다(요시스케의 어머니는 오우치 씨 출신으로 요시오키와 요시스케는 동맹관계였다).

### 센고쿠 시대와 쇼쿠호 시대
마사치카의 이복 동생인 지카하루(親治)가 실력으로 내분을 진정시키고, 제19대 당주 요시나가(義長)를 보좌하여 히고(肥後) 진출을 완수함으로써 센고쿠 다이묘(戦国大名)로 비약하게 된다.
제20대 당주 요시아키(義鑑) 때에는 히고나 지쿠고(筑後)로도 진출하였다. 그러나 덴분(天文) 19년(1550년)에 니카이쿠즈레의 변(二階崩れの変)으로 요시시게는 중신 쓰쿠미 미마사카(津久見美作)·다구치 아키치카(田口鑑親)에 의해 피살되었다.
그 뒤를 이은 것이 기리시탄 다이묘(キリシタン大名)로써도 유명한 제21대 당주 요시시게(義鎮), 오토모 소린(大友宗麟)이다. 이 무렵에는 다치바나 도세쓰(立花道雪) 등 유능한 가신단의 존재의 도움도 있어 오토모 가문은 비약적으로 세력을 확대시켰다. 덴분 20년(1551년)에는 오우치 요시타카(大内義隆)가 가신인 스에 다카후사(陶隆房, 스에 하루카타陶晴賢)의 모반인 다이네이지의 변(大寧寺の変)으로 사망하고, 요시시게는 자신의 동생인 오토모 요시나가(大内義長)를 오우치 가문의 당주로 보내고, 기타큐슈(北九州)의 옛 오우치 영지를 토대로, 스오(周防)나 나가토(長門)로도 영향력을 행사하였다. 고지(弘治) 3년(1557년)에는 요시나가가 모리 모토나리(毛利元就)에게 공격당하고 오우치 가문이 멸망하여 스오·나가토 방면에서의 영향력을 잃었지만, 기타큐슈에서의 권익의 대부분은 확보하였다. 나아가 소린은 기리시탄을 보호하고 자신도 개종하여 돈 프란시스코라는 세례명을 사용하였다. 이로 인해서 분고 후나이(府内)에서는 일본 최초의 서양식 병원이 설립되는 등, 남만 문화(南蛮文化)가 꽃피웠으나, 반면 기존의 하치만 신앙(八幡信仰)이나 불교 신앙이 두터웠던 가신단과의 불화를 겪기도 하였다. 또한 소린은 고지 2년(1556년)무렵에 우스키(臼杵)의 뉴지마 성(丹生島城)으로 본거지를 옮겼다. 근년의 연구에서는 이는 정치 기능을 전면적으로 후나이에서 이전시키려는 것이었다고 해석되고 있다.
또한 소린이 일찍이 가독(家督)을 아들인 오토모 요시무네(大友義統)에게 넘겨줘 제22대 당주가 세워졌으나, 이로 해서 덴쇼(天正) 연간에는 소린·요시무네 부자의 이원정치에 번거로움과 폐단이 드러나게 되었고, 오토모 가문은 내분에서 항쟁이 일어나게 된다.
나아가 대외전쟁에서도 겐키(元亀) 원년(1570년)에 이마야마 전투(今山の戦い)에서 류조지 다카노부(龍造寺隆信)에게, 덴쇼 6년(1578년)에는 미미가와 전투(耳川の戦い)에서 시마즈 요시히사(島津義久)에게 대패를 맛보았다. 특히 후자의 대패는 오토모 집안의 많은 유력 무장을 잃는 결과를 가져왔고, 이제까지 오토모 씨의 막하에 있던 히젠·지쿠젠(筑前)·지쿠고의 고쿠진(国人) 영주들이, 류조지 씨나 아키즈키 씨(秋月氏)를 필두로 서서히 오토모 씨에 대한 모반의 반기를 들었고, 오토모 씨는 위기적인 상황에 빠진다. 덴쇼 12년(1584년), 류조지 다카노부가 시마즈 씨의 앞에서 전사하고, 지쿠고 방면에서 상황 역전을 도모하였으나, 이번에는 시마즈 씨의 침략을 받게 되었다. 덴쇼 14년(1586년)에는 오토모 집안의 본국이었던 분고에까지 침공이 들어왔고, 옛 후나이 마을은 불타서 들판으로 변했다.
그러나 소린은 당시의 천하인(天下人) 도요토미 히데요시(豊臣秀吉)에게 지원을 요청하고 자신도 그에 신종하게 되어, 히데요시의 규슈 정벌(九州征伐)이 개시되게 되자 시마즈 씨는 도요토미 씨와의 전투에서 완패·방축되었다. 네지로자카 전투(根白坂の戦い)이다. 오토모 씨는 도요토미 정권 하에서 존속하게 되었다. 이때 소린의 적남 요시무네는 히데요시로부터 분고 1국을 안도받았다(소린 자신에게도 휴가 1국이 안도되었으나 이를 고사하였다). 요시무네는 히데요시로부터 이름자 한 자를 받아서 요시무네(吉統)로 이름을 고쳤다. 이때 가신이었던 다치바나 무네토라(立花統虎)가 독립하여 도요토미 가문의 다이묘가 되었다.
또한 이 시기에 모리 가문과도 친화하여 소린의 딸이 모리 히데카네(毛利秀包, 지쿠고 구루메筑後久留米)의 정실이 된다(자손이 있었다). 덴쇼 15년(1587년) 소린이 사망한 뒤, 요시미치는 분에이의 역(文禄の役) 즉 임진왜란에서 적을 앞에 두고 도망치는 바람에 분로쿠 9년(1593년)에 히데요시의 명으로 분고 영지를 개역당하였다.
오토모 가문의 가독을 덴쇼 20년(1592년)에 적남 오토모 요시노리(大友義乗)에게 넘겨주고 은거해 있던 요시무네였으나, 히데요시 사후인 게이초(慶長) 5년(1600년)에 일어난 세키가하라 전투(関ヶ原の戦い)에서 서군(西軍)의 총대장 모리 데루모토(毛利輝元)의 지원으로 거병하고 바닷길로 분고로 쳐들어가, 당시 동군(東軍)에 가담해 있던 호소카와 다다오키(細川忠興) 등의 영지가 되어있던 자신의 옛 영지에 대한 회복을 시도하였다. 그러나 이시가키 성 전투(石垣原の戦い)에서 구로다 요시타카(黒田孝高)의 군에 패하고 항복, 유폐당하는 신세가 되었다.

### 에도 시대
요시무네의 적자인 오토모 요시노리는 일찍이 아버지를 떠나서 멀리 에도(江戸)의 도쿠가와(徳川) 가문에 머무르고 있었던 것으로 연좌되는 것을 면하였고, 도쿠가와 씨의 직신(直臣)인 오신하타모토(大身旗本)로써 서게 되었으나, 그 아들 요시치카(義親)의 대에 이르러 오토모 씨는 후사가 없어서 집안이 단절되었다.
히고 구마모토 번(肥後熊本藩)에서 호소카와 집안을 섬기고 있던 요시노리의 이복 동생 마쓰노 마사아키(松野正照)의 아들 마쓰노 요시타카(松野義孝)에 의해 가문을 재흥시키는 것이 허락되었고, 이후 고케(高家)로써 존속하였다.

## 같이 보기
- 시마즈씨
- 쇼니씨
- 다치바나씨 (공가)

### 설명
1. ↑  반대로 생각하면, 이들 설이 가마쿠라 시대에는 존재하지 않았다 = 사실이 아니라는 것을 보여준다고 생각할 수 있다(渡辺澄夫「野津本『大友系図』の紹介―大友氏出自に関する決定的史料―」（初出:『大分県地方史』134号（1989年）/所収:八木直樹 編『シリーズ・中世西国武士の研究 第二巻 豊後大友氏』（戎光祥出版、2014年） ISBN 978-4-86403-122-6）).
2. ↑  17대 요시스케(義右, 처음에는 材親), 19대 요시나가(義長, 처음에는 요시치카義親)부터 22대 요시미쓰(義統).
3. ↑  23대 요시노리(義乗).
4. ↑  지카하루의 어머니는 지카요 계열인 오토모 지카타카(大友親隆)의 딸은 아니다.
5. ↑  현대 일본 오이타 시(大分市) 錦町 ・ 顕徳町 부근